# Simtek S941
Simtek S941 – samochód Formuły 1, zaprojektowany przez Nicka Wirtha oraz Paula Crooksa dla zespołu Simtek. Samochód ten, uczestniczący w sezonie 1994 Formuły 1, był pierwszym modelem bolidu Formuły 1 posiadającym nazwę Simtek, mimo że firma Simtek projektowała wcześniej samochody Formuły 1 dla Andrea Moda, a także zespołów, które ostatecznie nie wystartowały w wyścigach Formuły 1 – BMW oraz Bravo.
Model S941, który rozpoczął testy w grudniu 1993 roku, zadebiutował w pierwszym wyścigu sezonu 1994 Formuły 1, Grand Prix Brazylii. Samochodem z numerem 31 cały sezon jeździł David Brabham, a samochodem z numerem 32 jeździli Roland Ratzenberger, Andrea Montermini, Jean-Marc Gounon, Domenico Schiattarella oraz Taki Inoue. Głównym sponsorem zespołu była stacja MTV.
Samochód napędzał silnik V8 firmy Ford. Był on powolny, ale w miarę niezawodny – w ciągu całego sezonu zepsuł się trzy razy.
Problemy finansowe spowodowane śmiercią Ratzenbergera w kwalifikacjach do Grand Prix San Marino oraz poważnym wypadkiem Monterminiego podczas kwalifikacji do Grand Prix Hiszpanii spowodowały, że zespół walczył o zakwalifikowanie się do wyścigu z zespołem Pacific. Najlepszą pozycją kierowcy Simteka w sezonie 1994 było dziewiąte miejsce Gounona w Grand Prix Francji.

## Wyniki
| Legenda oznaczeń w tabelach wyników Wyświetl szablon na nowej stronie | Legenda oznaczeń w tabelach wyników Wyświetl szablon na nowej stronie                                                                     |
| Oznaczenie                                                            | Wyjaśnienie |
| --------------------------------------------------------------------- | --- |
| Złoty                                                                 | Zwycięzca lub mistrzostwo |
| Srebrny                                                               | 2. miejsce lub wicemistrzostwo |
| Brązowy                                                               | 3. miejsce lub II wicemistrzostwo |
| Zielony                                                               | Ukończył, punktował (w klasyfikacji generalnej, gdy zdobył co najmniej jeden punkt na przestrzeni sezonu, poza trzema powyższymi opcjami) |
| Niebieski                                                             | Ukończył, nie punktował (w klasyfikacji generalnej, gdy nie zdobył co najmniej jednego punktu na przestrzeni sezonu)                      |
| Czerwony                                                              | Nie zakwalifikował się (NZ) |
| Czerwony                                                              | Nie prekwalifikował się (NPK) |
| Różowy                                                                | Nie ukończył (NU) |
| Różowy                                                                | Niesklasyfikowany (NS) (w klasyfikacji generalnej, gdy nie został sklasyfikowany w żadnym wyścigu sezonu)                                 |
| Czarny                                                                | Zdyskwalifikowany (DK) |
| Czarny                                                                | Wykluczony (WYK/EX) |
| Biały                                                                 | Nie wystartował (NW) |
| Biały                                                                 | Kontuzjowany (K/INJ) |
| Biały                                                                 | Wyścig odwołany (OD/C) |
| Bez koloru                                                            | Został wycofany (WYC/WD) |
| Bez koloru                                                            | Nie przybył (NP/DNA) |
| Bez koloru                                                            | Nie brał udziału w treningach (NT/DNP) |
| Bez koloru                                                            | Nie został zgłoszony (–) |
| Pogrubienie                                                           | Start z pole position |
| Kursywa                                                               | Najszybsze okrążenie wyścigu |
| †                                                                     | Nie ukończył, ale jego rezultat został zaliczony ze względu na przejechanie więcej niż 90% dystansu wyścigu.                              |
| *                                                                     | Sezon w trakcie |
| 1/2/3                                                                 | Punktowana pozycja w sprincie kwalifikacyjnym                                                                                             |
| Lista systemów punktacji Formuły 1                                    | |

| Sezon | Zespół | Silnik | Opony | Kierowcy               | 1   | 2   | 3   | 4   | 5   | 6   | 7   | 8   | 9   | 10  | 11  | 12  | 13  | 14  | 15  | 16  | Pkt. | Msc. |
| ----- | ------ | ------ | ----- | ---------------------- | --- | --- | --- | --- | --- | --- | --- | --- | --- | --- | --- | --- | --- | --- | --- | --- | ---- | ---- |
| 1994  | Simtek | Ford   | G     |                        | BRA | PAC | SMR | MCO | ESP | CND | FRA | GBR | DEU | HUN | BEL | ITA | POR | EUR | JPN | AUS | 0    | 13   |
| 1994  | Simtek | Ford   | G     | David Brabham          | 12  | NU  | NU  | NU  | 10  | 14  | NU  | 15  | NU  | 11  | NU  | NU  | NU  | NU  | 12  | NU  | 0    | 13   |
| 1994  | Simtek | Ford   | G     | Roland Ratzenberger    | NZ  | 11  | NW  |     |     |     |     |     |     |     |     |     |     |     |     |     | 0    | 13   |
| 1994  | Simtek | Ford   | G     | Andrea Montermini      |     |     |     |     | NZ  |     |     |     |     |     |     |     |     |     |     |     | 0    | 13   |
| 1994  | Simtek | Ford   | G     | Jean-Marc Gounon       |     |     |     |     |     |     | 9   | 16  | NU  | NU  | 11  | NU  | 15  |     |     |     | 0    | 13   |
| 1994  | Simtek | Ford   | G     | Domenico Schiattarella |     |     |     |     |     |     |     |     |     |     |     |     |     | 19  |     | NU  | 0    | 13   |
| 1994  | Simtek | Ford   | G     | Taki Inoue             |     |     |     |     |     |     |     |     |     |     |     |     |     |     | NU  |     | 0    | 13   |